# Wiltshire Football League
Wiltshire Football League là một giải bóng đá Anh, chỉ có 1 hạng đấu và không có nhiều hơn 56 câu lạc bộ. Tất cả các câu lạc bộ liên kết với County Football Association. Vùng được bao phủ bởi giải đấu nằm trong hạt Wiltshire hoặc trong bán kính 15 dặm từ biên giới hạt Wiltshire. Giải đấu nằm ở Bậc 7 của National League System.

## Danh sách các câu lạc bộ hiện tại
- Chippenham Park Development
- Corsham Town Dự bị
- Devizes Town Dự bị
- Ludgershall Sports
- Malmesbury Victoria
- Marlborough Town
- Melksham Town Dự bị
- Royal Wootton Bassett Town Dự bị
- Sarum Youth
- Shrewton United
- Trowbridge Town
- Trowbridge Wanderers
- Vale of Pewsey
- Wiltshire Calne Town
- Wroughton

## Lịch sử
Sự thành lập của Wiltshire County Football League là kết quả của sự hợp nhất giữa Wiltshire Combination và Wiltshire Leagues. Các viên chức và ủy ban được chọn ở cuộc họp đầu tiên ở tổ chức ở Devizes như sau: J R Nunn (Chủ tịch), W L Miles (Phó chủ tịch), E S M Ashman (Thư ký), F E Jones (Trợ lý thư ký), C G Scott (Thủ quỹ), P J Ackrill (Thư ký đăng ký), K J Mulraney (Thư ký lập cuộc hẹn trọng tài) và Ủy ban Điều hành gồm C W Cousins, D B Cradock, T K Dowty, G A Highmore, D C Kilford and I K Strange. Có 14 Phó chủ tịch, bao gồm: H Beattie, A E Beavis, W H Brown, M A Cutforth, T Gillingham, Mrs E T Mills, D S Mills, E G Newman, F J Oatridge, W A Shail, W W Sherwood, H J Stevens, P E Stone và H W Todd.

### Giải đấu mùa giải 1976
- Senior Division 1 - Amesbury, Malmesbury Victoria, Avon (Bradford), Park YC, Bemerton Athletic, Salisbury City Dự bị, Bromham, Sanford, Calne Town, St Joseph's YC, Chippenham Town Dự bị, Vickers (South Marston), Ferndale Athletic, Westbury Utd, Highworth Town, Wootton Bassett Town
- Senior Division 2 - Avebury, Pewsey Vale, Burbage Sports, Purton, Corsham Town, Rowde, Lawn (Swindon), Warminster Town, Ludgershall, West Lavington, Marlborough Town, Wroughton
- Junior Division (Section A) - Box Rovers, Sarsen Utd, Corsham Town Dự bị, Sherston, Croft, Shrewton, Frogwell, Sutton and Seagry, Highworth Town Dự bị, Trowbridge Youth, Laverstock and Ford, Walcot Boys Athletic, Park YC Dự bị, West Lavington Dự bị, Penhill YC, West Swindon
- Junior Division (Section B) - Amesbury Dự bị, Malmesbury Victoria Dự bị, Avon (Bradford), Marlborough Town Dự bị, Bemerton Athletic Dự bị, Pewsey Vale Dự bị, Bromham Dự bị, Purton Dự bị, Calne Town Dự bị, Sanford Dự bị, Devizes Town Dự bị, St Joseph's YC Dự bị, Ferndale Athletic Dự bị, Vickers (South Marston) Dự bị, Lawn (Swindon) Dự bị, Wootton Bassett Town Dự bị

### Mùa giải 1990-91
Giải đấu cup có các nhà tài trợ mới,  được đổi tên thành Addkey Senior KO Cup và Fountain Trophies Junior KO Cup.

### Mùa giải 1991-92
Giải đấu mở rộng phạm vi và đổi tên thành Wiltshire Football League. Mùa giải này chứng kiến giải đấu gia nhập thỏa thuận hệ thống bóng đá với Western and Hellenic Football Leagues.

### Mùa giải 1994-95
Một logo mới được giới thiệu, thay đổi thiết kế lần đầu tiên kể từ khi giải đấu được thành lập.

### Mùa giải 1998-99
Với sự giới thiệt tiêu chuẩn Senior Status mới bởi Wiltshire County Football Association, tiêu chuẩn Intermediate Status được giới thiệu và giải đấu đã sửa đổi luật cho hợp lý.  Division 1 trở thành Premier Division, Division 2 thành Intermediate Division, Division 3 thành Junior Division 1 và Division 4 thành Junior Division 2. Intermediate Division được tài trợ bởi Plaister Auto Services.

### Mùa giải 2003-2004
Có một số lượng không chính xác các câu lạc bộ ở tiêu chuẩn Intermediate Status mùa này, do đó giải đấu chia thành 2 hạng đấu Junior Division. Giải đấu có nhà tài trợ mới là Plaister Auto Services và theo đó đã đổi tên giải đấu.

### Mùa giải 2014-2015
Có một số lượng không chính xác các câu lạc bộ ở tiêu chuẩn Intermediate Status mùa này, và giải đấu đóng cửa Junior Division.
Nguồn:

## Các đội vô địch

### Premier Division
| Mùa giải | Vô địch              | Á quân              |
| -------- | -------------------- | ------------------- |
| 1976-77  | Park                 | Malmesbury Victoria |
| 1977-78  | Park                 | Vickers             |
| 1978-79  | Park                 | Amesbury            |
| 1979-80  | Amesbury             | Sanford             |
| 1980-81  | Park                 | Sanford             |
| 1981-82  | Park                 | Avebury             |
| 1982-83  | Penhill              | Avebury             |
| 1983-84  | Penhill              | Bemerton Athletic   |
| 1984-85  | Park                 | Bemerton Athletic   |
| 1985-86  | Purton               | Bemerton Athletic   |
| 1986-87  | Bemerton Athletic    | Old Manor           |
| 1987-88  | Wootton Bassett Town | Ferndale Athletic   |
| 1988-89  | Ferndale Athletic    | Sanford             |
| 1989-90  | Pewsey Vale          | Amesbury Town       |
| 1990-91  | Amesbury Town        | Shrewton United     |
| 1991-92  | Amesbury Town        | Sanford             |
| 1992-93  | Pewsey Vale          | Shrewton United     |
| 1993-94  | Melksham Town        | Amesbury Town       |
| 1994-95  | Aldbourne Ferndale   | Malmesbury Victoria |
| 1995-96  | Pinehurst            | Biddestone          |
| 1996-97  | Shrewton United      | Corsham Town        |
| 1997-98  | Corsham Town         | Devizes Town        |
| 1998-99  | Raychem Mowlem       | Shrewton United     |
| 1999-00  | Malmesbury Victoria  | Raychem             |

| Mùa giải | Vô địch             | Á quân              |
| -------- | ------------------- | ------------------- |
| 2000-01  | Cricklade Town      | Shrewton United     |
| 2001-02  | Shrewton United     | Stratton Crosslink  |
| 2002-03  | Shrewton United     | Stratton Crosslink  |
| 2003-04  | Trowbridge Town     | AFC Stratton        |
| 2004-05  | Corsham Town        | Bradford Town       |
| 2005-06  | Corsham Town        | Westside            |
| 2006-07  | Corsham Town        | Wroughton           |
| 2007-08  | Wroughton           | Westbury United     |
| 2008-09  | New College Swindon | Melksham Town       |
| 2009-10  | New College Swindon | Westbury United     |
| 2010-11  | Corsham Town Dự bị  | FC Chippenham Youth |
| 2011-12  | FC Sanford          | AFC Bradford Town   |
| 2012-13  | Wilts Calne Town    | Purton Dự bị        |
| 2013-14  | Southbrook          | Supermarine Sports  |
| 2014–15  | Malmesbury Victoria | Melksham Town Dự bị |

### Division 1
| Mùa giải | Vô địch                   | Á quân                    |
| -------- | ------------------------- | ------------------------- |
| 1976-77  | Walcot Boys               | Athletic Park Dự bị       |
| 1977-78  | Shrewton United           | Sanford Dự bị             |
| 1978-79  | Shrewton United           | Vickers Dự bị             |
| 1979-80  | Sanford Dự bị             | Shrewton                  |
| 1980-81  | Shrewton United           | Warminster Town Dự bị     |
| 1981-82  | Moredon EC                | Walcot Athletic           |
| 1982-83  | Avebury Dự bị             | Calne Town Dự bị          |
| 1983-84  | Penhill Dự bị             | Park Dự bị                |
| 1984-85  | Plessey Sports            | Oldacre                   |
| 1985-86  | Calne Town Dự bị          | Park Dự bị                |
| 1986-87  | Purton Dự bị              | Park Dự bị                |
| 1987-88  | Aldbourne Park Dự bị      | Dunbar Sports             |
| 1988-89  | Walcot Athletic           | West Swindon              |
| 1989-90  | Walcot Athletic           | Manor                     |
| 1990-91  | Sunray Badbury            | Chiseldon                 |
| 1991-92  | Sunray Badbury            | Salisbury Manor           |
| 1992-93  | Salisbury Manor           | Box Rovers                |
| 1993-94  | National Semi-Conductor   | Aldbourne Park Dự bị      |
| 1994-95  | Raychem Sports & Social   | Wootton Bassett Sports    |
| 1995-96  | Raychem Sports & Social   | Shrewton United Dự bị     |
| 1996-97  | Chiseldon                 | Cricklade Town            |
| 1997-98  | Down Ampney               | Biddestone Dự bị          |
| 1998-99  | Cricklade Town Dự bị      | Malmesbury Victoria Dự bị |
| 1999-00  | Malmesbury Victoria Dự bị | Cricklade Town Dự bị      |

| Mùa giải | Vô địch                | Á quân             |
| -------- | ---------------------- | ------------------ |
| 2000-01  | Ashton Keynes          | Wroughton Dự bị    |
| 2001-02  | Wootton Bassett United | Swindon Eagles     |
| 2002-03  | Cricklade Town Dự bị   | Ferndale Rodbourne |
| 2003-04  | Trowbridge Town Dự bị  | Ferndale Rodbourne |
| 2004-05  | Down Ampney            | Swindon Asians     |
| 2005-06  | Wroughton              | Pinehurst Old Boys |
| 2006-07  | AFC Castrol            | Pinehurst Old Boys |
| 2007-08  | Minety                 | SKS Blyskawica     |
| 2008-09  | Minety                 | AFC Castrol        |
| 2009-10  | Minety                 | SKS Blyskawica     |
| 2010-11  | FC Sanford             | Ludgershall Sports |
| 2011-12  | Box Rovers             | Old Town Wanderers |
| 2012-13  | Madames                | Ashton Keynes      |
| 2013-14  | Melksham Town Dự bị    | Intel              |

Nguồn: